# أنطونيو ستانكوف
أنطونيو ستانكوف (بالهولندية: Antonio Stankov)‏ هو لاعب كرة قدم هولندي في مركز الوسط، ولد في 19 فبراير 1991 في شتيب في مقدونيا الشمالية. شارك مع منتخب مقدونيا الشمالية تحت 21 سنة لكرة القدم. أما مع النوادي، فقد لعب مع رودا كيركراده ونادي فايله ونادي فيبورج.

## وصلات خارجية
- أنطونيو ستانكوف على موقع الاتحاد الأوربي (الإنجليزية)
- أنطونيو ستانكوف على موقع قاعدة بيانات كرة القدم.إي يو (الإنجليزية)
- أنطونيو ستانكوف على موقع Soccerway.com (الإنجليزية)